# Азбука любви (фильм, 1919)
«Азбука любви» (англ. The A.B.C. of Love) — художественный фильм Леонса Перре 1919 года. Премьера фильма состоялась в США 14 декабря 1919 года. Фильм хранится в Датском киноархиве.

## Сюжет
Когда драматург Гарри Брайнт (Холмс Герберт) увидел сиротку Кейт (Мэй Мюррей) верхом на коне, он был так очарован ею, что устроил на работу в ближайшую гостиницу. Не в силах терпеть жестокость хозяев гостиницы, Кейт убегает к Гарри. Гарри влюбляется в девушку и женится на ней. Вскоре Гарри в ней разочаровывается и возвращается к своей прежней возлюбленной, Диане Нельсон (Дороти Грин). Диана использует Гарри, чтобы пробиться в свет, и узнав об этом, Гарри возвращается к Кейт, однако ему кажутся подозрительными постоянные визиты Кейт в заброшенный дом. Он узнаёт, что Кейт завела роман со своим преподавателем, профессором Джорджом Коллинзом (Артур Дональдсон), и любовь Гарри к Кейт возрождается через ревность.

## Интересные факты
- Актрисе Мэй Мюррей на момент съёмок было 34 года, а её героине — меньше 20-ти.
- До этого Мюррей снималась в картинах своего мужа, Роберта Леонарда, но на короткое время ушла к Леонсу Перре, а её муж стал снимать в своих картинах Мэрион Дэвис.